# Kienberg
Kienberg és un municipi del cantó de Solothurn (Suïssa), situat al districte de Gösgen.